# Abdomen

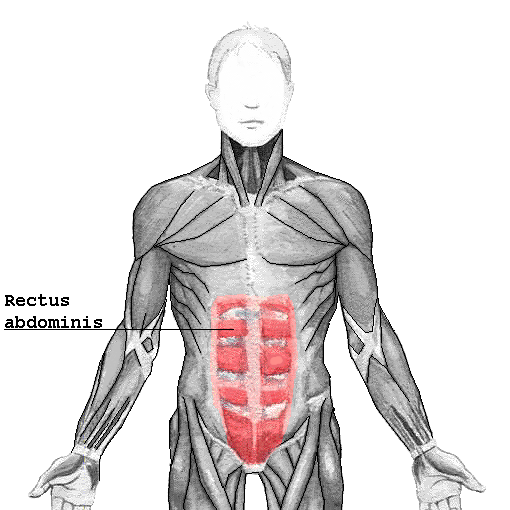
Mușchiul rectus abdominis al
abdomenului la om

Abdomenul este partea corpului la om și la mamifere cuprinsă între pelvis și cutia toracică. Funcțional, în interiorul abdomenului se află cea mai mare parte a organelor ce se ocupă cu digestia și absorbția alimentelor. Sistemul digestiv este format din esofag, stomac, duoden, jejun, ileon, colon și rect. Alte organe vitale aflate în cavitatea abdominală sunt ficatul, rinichii, pancreasul și splina.
Abdomenul uman este cunoscut și ca burtă.
Peretele abdominal se împarte în perete posterior (spate), pereți laterali și perete anterior (față).

## Mușchii peretelui abdominal
| Mușchii | Origine și fixare |

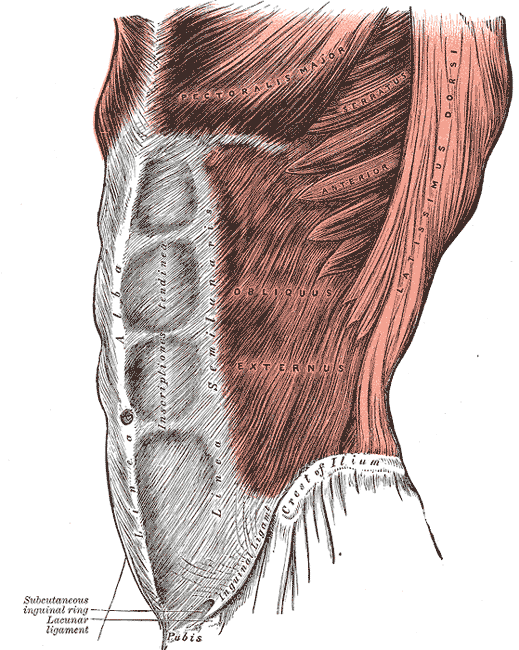
Henry Gray (1825–1861). Anatomia corpului uman.

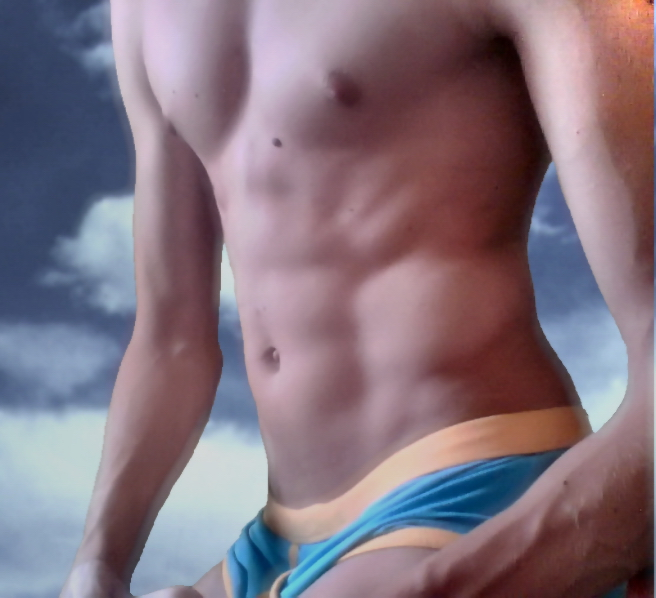
Exemplu de abdomen bărbătesc.

| Mușchiul obliquus externus acoperă părțile laterale ale abdomenului. Este întins, plat de formă de patrulater neuniform.                 | Originează din josul celei de a VIII-a coastă și se curbează în față spre punctul său de inserție în creasta externo-anterioară a osului iliac. |
| Mușchiul obliquus internus are formă triunghiulară și este mai mic și mai subțire decât mușchiul oblic extern care se află deasupra lui. | |
| Mușchiul transversus abdominis este plat, cu fibre orizontale. Este așezat între oblicul intern oblique și transversalis fascia.         | |
| Mușchii rectus abdominis sunt lungi și drepți. Mușchiul este traversat de trei tendinous.                                                | |
| Mușchiul pyramidalis este mic și triunghiular. Se află în parte ade jos a abdomenului în fața rectus abdominis.                          | |